# Liste der Baudenkmäler in Würzburg-Lengfeld
In der Liste der Baudenkmäler in Lengfeld sind die Baudenkmäler im Würzburger Stadtbezirk 12 Lengfeld aufgelistet.
Diese Liste ist eine Teilliste der Liste der Baudenkmäler in Würzburg. Grundlage der Liste ist die Bayerische Denkmalliste, die auf Basis des bayerischen Denkmalschutzgesetzes vom 1. Oktober 1973 erstmals erstellt wurde und seither durch das Bayerische Landesamt für Denkmalpflege geführt und aktualisiert wird. Die folgenden Angaben ersetzen nicht die rechtsverbindliche Auskunft der Denkmalschutzbehörde.

## Baudenkmäler im Würzburger Stadtbezirk Lengfeld
| Lage                                                  | Objekt                                    | Beschreibung | Akten-Nr.      | Bild                                      |
| ----------------------------------------------------- | ----------------------------------------- | --- | -------------- | ----------------------------------------- |
| Am Hölzlein 4 (Standort)                              | Bildstock                                 | Reliefbildstockaufsatz, Volutenarchitektur mit Fruchtgehängen und zentralem heiligen Marcus, Sandstein, barock, 18. Jahrhundert (Kopie) | D-6-63-000-649 | BW                                        |
| Am Schloßgarten 4 (Standort)                          | Heiligenfigur, Immaculata                 | Sandstein, 18. Jahrhundert | D-6-63-000-650 | Heiligenfigur, Immaculata                 |
| Am Schloßgarten 6 (Standort)                          | Bildstock                                 | Reliefbildstockaufsatz, Volutenarchitektur mit Fruchtgehängen und zentralem heiligen Marcus, Sandstein, barock, 18. Jahrhundert | D-6-63-000-651 | Bildstock                                 |
| B 19 ()                                               | Bildstock                                 | 1749; nicht nachqualifiziert | D-6-63-000-660 |                                           |
| Bergstraße 62 (Standort)                              | Bildstock                                 | Abgefaster Pfeiler mit Reliefaufsatz Kreuzigungsgruppe und Draperie, Sandstein, zweite Hälfte 18. Jahrhundert | D-6-63-000-652 | Bildstock                                 |
| Friedrich-Bergius-Ring 15 (Standort)                  | Feldkreuz                                 | Inschriftsockel, bezeichnet „1928“, mit Korpus, Sandstein, Barock, 18. Jahrhundert | D-6-63-000-662 | BW                                        |
| Georg-Engel-Straße 21 (Standort)                      | Kreuzschlepper                            | Sandstein, 19. Jahrhundert (Kopie) | D-6-63-000-653 | Kreuzschlepper                            |
| Herrnhofstraße 7 (Standort)                           | Wohnhaus                                  | Zweigeschossiges Mansardwalmdachhaus über hohem Kellergeschoss in Ecklage, Putzmauerwerk mit Sandsteinrahmungen, um 1800 | D-6-63-000-657 | Wohnhaus                                  |
| Laurentiusstraße 3 (Standort)                         | Hausfigur des heiligen Antonius von Padua | Farbig gefasster Stein, erste Hälfte 19. Jahrhundert | D-6-63-000-654 | Hausfigur des heiligen Antonius von Padua |
| Laurentiusstraße 10 (Standort)                        | Katholische Pfarrkirche St. Laurentius    | Saalkirche mit eingezogenem Dreiseitchor und Satteldach, Fassade mit geschweiftem Blendgiebel und leicht vortretendem Turm mit Zwiebelhaube, Putzmauerwerk mit Werksteingliederungen, noch am Spätbarock orientierter Klassizismus, 1802; mit Ausstattung | D-6-63-000-655 | weitere Bilder                            |
| Laurentiusstraße 19 (Standort)                        | Wohnhaus                                  | Zweigeschossiger Mansardwalmdachbau, Putzmauerwerk, um 1800 | D-6-63-000-656 | BW                                        |
| Nähe Pacotistraße, Flurweg nach Rottendorf (Standort) | Bildstock                                 | Sockel mit Säule und Reliefaufsatz Vierzehn Nothelfer, Sandstein, 18. Jahrhundert (Kopie bezeichnet „1991“) | D-6-63-000-661 | BW                                        |
| Riedstraße 1 ()                                       | Madonna mit Kind                          | 18./19. Jahrhundert | D-6-63-000-658 |                                           |
| Werner-von-Siemens-Straße 44 ()                       | Bildstock                                 | 1743 (Aufsatz fehlt): nicht nachqualifiziert | D-6-63-000-659 |                                           |